# Campeonato Argentino de Futebol de 2006–07
O Campeonato Argentino de Futebol de 2006–07 foi a septuagésima sétima temporada da era profissional do futebol argentino. Como nas temporadas anteriores, na segunda metade do primeiro ano foi disputado o Torneio Apertura de 2006, e na primeira metade do segundo ano, o Torneio Clausura de 2007, consagrando cada um a seu próprio campeão.

## Torneio Apertura

### Classificação
| Posição | Time                        | Pts | J  | V  | E | D  | GP | GC | SG  |
| ------- | --------------------------- | --- | -- | -- | - | -- | -- | -- | --- |
| 1°      | Estudiantes de La Plata     | 44  | 19 | 14 | 2 | 3  | 35 | 12 | 23  |
| 2°      | Boca Juniors                | 44  | 19 | 14 | 2 | 3  | 41 | 17 | 24  |
| 3°      | River Plate                 | 38  | 19 | 11 | 5 | 3  | 33 | 17 | 16  |
| 4°      | Independiente               | 32  | 19 | 10 | 2 | 7  | 33 | 24 | 9   |
| 5°      | Arsenal                     | 32  | 19 | 9  | 5 | 5  | 26 | 22 | 4   |
| 6°      | Lanús                       | 31  | 19 | 9  | 4 | 6  | 26 | 24 | 0   |
| 7°      | Vélez Sársfield             | 30  | 19 | 8  | 6 | 5  | 25 | 18 | 7   |
| 8°      | Rosario Central             | 28  | 19 | 8  | 4 | 7  | 28 | 22 | 6   |
| 9°      | San Lorenzo                 | 28  | 19 | 8  | 4 | 7  | 30 | 33 | -3  |
| 10°     | Racing Club                 | 26  | 19 | 7  | 5 | 7  | 22 | 19 | 3   |
| 11°     | Gimnasia y Esgrima de Jujuy | 26  | 19 | 8  | 2 | 9  | 19 | 19 | 0   |
| 12°     | Belgrano                    | 23  | 19 | 6  | 5 | 8  | 18 | 24 | -6  |
| 13°     | Gimnasia y Esgrima La Plata | 23  | 19 | 7  | 2 | 10 | 21 | 40 | -19 |
| 14°     | Nueva Chicago               | 22  | 19 | 6  | 4 | 9  | 20 | 32 | -12 |
| 15°     | Banfield                    | 20  | 19 | 4  | 8 | 7  | 21 | 26 | -5  |
| 16°     | Argentinos Juniors          | 20  | 19 | 5  | 5 | 9  | 22 | 28 | -6  |
| 17°     | Colón de Santa Fe           | 18  | 19 | 5  | 3 | 11 | 20 | 34 | -14 |
| 18°     | Godoy Cruz                  | 17  | 19 | 3  | 8 | 8  | 19 | 26 | -7  |
| 19°     | Newell's Old Boys           | 16  | 19 | 3  | 7 | 9  | 21 | 28 | -7  |
| 20°     | Quilmes                     | 9   | 19 | 2  | 3 | 14 | 23 | 38 | -15 |

#### Playoff do "campeonato"
Boca Juniors e Estudiantes de La Plata terminaram empatados em pontos nos 19 jogos da temporada regular. 
| Data                   | Estádio                 | Oponentes                                | Placar |
| ---------------------- | ----------------------- | ---------------------------------------- | ------ |
| 13 de Dezembro de 2006 | Estádio José Amalfitani | Boca Juniors vs. Estudiantes de La Plata | 1 - 2  |

## Torneio Clausura

### Classificação
| Posição | Time                        | Pts | J  | V  | E | D  | GP | GC | SG   |
| ------- | --------------------------- | --- | -- | -- | - | -- | -- | -- | ---- |
| 1º      | San Lorenzo                 | 45  | 19 | 14 | 3 | 2  | 34 | 17 | 17   |
| 2º      | Boca Juniors                | 39  | 19 | 11 | 6 | 2  | 28 | 20 | 18   |
| 3º      | Estudiantes de La Plata     | 37  | 19 | 10 | 7 | 2  | 28 | 17 | 17   |
| 4º      | River Plate                 | 33  | 19 | 9  | 6 | 4  | 26 | 16 | 10   |
| 5º      | Arsenal de Sarandí          | 30  | 19 | 8  | 6 | 5  | 31 | 24 | 7    |
| 6º      | Lanús                       | 28  | 19 | 7  | 7 | 5  | 24 | 19 | 5    |
| 7º      | Colón                       | 28  | 19 | 7  | 7 | 5  | 28 | 24 | 4    |
| 8º      | Argentinos Juniors          | 26  | 19 | 6  | 8 | 5  | 21 | 19 | 4    |
| 9º      | Vélez Sársfield             | 26  | 19 | 7  | 5 | 7  | 22 | 26 | - 4  |
| 10º     | Godoy Cruz                  | 25  | 19 | 7  | 4 | 8  | 24 | 22 | 2    |
| 11º     | Independiente               | 25  | 19 | 6  | 7 | 6  | 23 | 24 | - 1  |
| 12º     | Rosario Central             | 24  | 19 | 7  | 3 | 9  | 17 | 21 | - 4  |
| 13º     | Racing                      | 23  | 19 | 5  | 8 | 6  | 28 | 30 | - 2  |
| 14º     | Nueva Chicago               | 21  | 5  | 6  | 8 | 8  | 19 | 28 | - 9  |
| 15º     | Banfield                    | 19  | 19 | 5  | 4 | 10 | 22 | 30 | - 8  |
| 16º     | Newell's Old Boys           | 19  | 19 | 6  | 4 | 9  | 21 | 30 | - 9  |
| 17º     | Belgrano                    | 18  | 19 | 4  | 6 | 9  | 24 | 27 | - 3  |
| 18º     | Gimnasia y Esgrima La Plata | 17  | 19 | 4  | 5 | 10 | 19 | 28 | - 9  |
| 19º     | Gimnasia y Esgrima de Jujuy | 17  | 19 | 4  | 5 | 10 | 11 | 22 | - 11 |
| 20º     | Quilmes                     | 12  | 19 | 3  | 3 | 13 | 18 | 36 | - 18 |